# Sinfonía para piano solo (Alkan)
La Sinfonía para piano solo es una obra romántica a gran escala para piano compuesta por Charles-Valentin Alkan y publicada en 1857.
Aunque generalmente se interpreta como una obra independiente, es parte de los estudios Nos. 4-7 de los Douze études dans tous les tons mineurs (Doce estudios en todas las tonalidades menores), op. 39, cada título está precedido por la palabra Symphonie (del francés Sinfonía). Los cuatro movimientos se titulan Allegro, Marche Funèbre, Menuet y Finale. Al igual que el Concierto para piano solo, la Sinfonía está escrita para evocar la amplia paleta de timbres y texturas armónicas disponibles para una orquesta. Es un ejemplo temprano de una sinfonía de piano. En opinión de François Luguenot, "no contiene los excesos del Concierto [de Alkan] o la Grande Sonate (Op. 33). Pero, más bien como la Sonatine Op. [de Alkan]. 61, prueba que Alkan también fue capaz de escribir obras perfectamente equilibradas y casi 'clásicas'". A diferencia de una sinfonía clásica estándar, cada movimiento está en una tonalidad diferente, aumentando en tonalidad progresiva en un intervalo de cuarta justa.

## Descripción

### Allegro

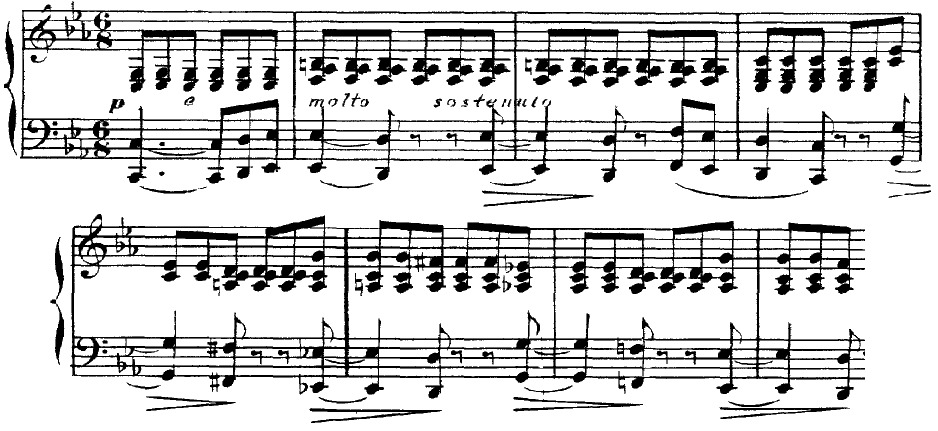
Tema de introducción del Allegro.

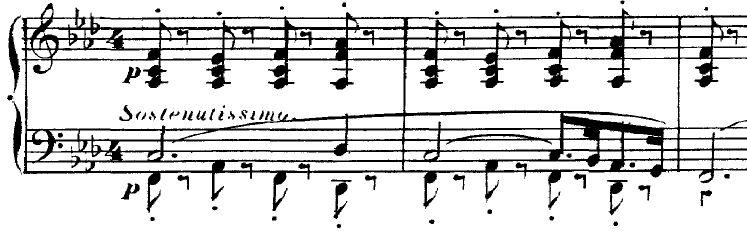
Introducción de la Marcha Fúnebre.

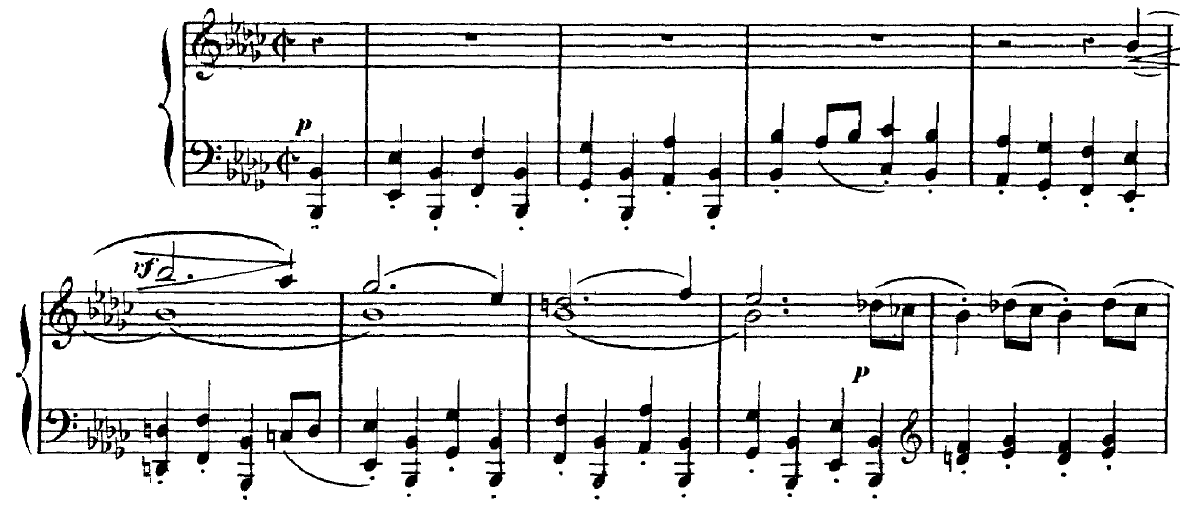
Introducción del Finale.

El movimiento de apertura en do menor está escrito en forma de sonata. El material temático del Allegro se deriva casi en su totalidad del tema de apertura, que aparece en octavas en la mano izquierda.

### Marche Funèbre
El segundo movimiento está en forma ternaria con una melodía legato sobre acordes staccato en la primera sección y un coral lírico en la sección central.

François Luguenot escribió sobre este:
El segundo movimiento es una marcha fúnebre en fa menor, de estilo bastante mahleriano. En la edición original, la página del título decía 'Symphonie: No 2. Marcia funebre sulla morte d'un Uomo da bene' ['Marcha fúnebre por la muerte de un buen hombre'], palabras que lamentablemente se han perdido en todas las ediciones posteriores. Por supuesto, uno recuerda el subtítulo de 'Marcia funebre' en la tercera sinfonía de Beethoven. Pero, ¿no podríamos considerar este 'uomo da bene' como el padre de Alkan, Alkan Morhange, quien murió en 1855, dos años antes de que se publicaran estos estudios?
Jack Gibbons escribió: "El sentido de moderación de la marcha fúnebre se ve confirmado por el marcado de Alkan sobre la suave sección central, "con dolor contenido" [...] El lejano redoble de tambores que interrumpe la marcha cerca de su final añade una sensación alkanesca de inquietud a esta música ya sombría".

### Menuet
El Menuet tiene forma ternaria, como Marche Funèbre. François Luguenot escribe que "el Minueto en si♭ menor es de hecho un scherzo que anticipa matices de Bruckner, lleno de energía y animado por un trío lírico." Adrian Corleonis sugiere que "Berlioz y Haydn están muy cerca en el frenético Minuet, combinando el espíritu de Ronde du Sabbat y Marche au Supplice de la Symphonie Fantastique del primero, con una deuda palpable con el Minuet del Cuarteto "Les Quintes" del segundo, Op. 76/2, que Alkan transcribió".

### Finale
El movimiento final es extremadamente exigente técnicamente. Luguenot comenta que "el Presto final en mi♭ menor, memorablemente descrito por Raymond Lewenthal como un 'paseo en el infierno', lleva el trabajo a un final sin aliento."

## Historia de la ejecución
En opinión de Jack Gibbons: “Que música de esta calidad haya permanecido descuidada en los 150 años, más o menos, desde su creación es un escándalo impactante... Alkan interpretó extractos de la obra él mismo en su serie de 'Petits Concerts' en París en la década de 1870, pero la siguiente interpretación notable no fue hasta 1938 cuando Egon Petri interpretó la Sinfonía para la radio de la BBC en Londres. Las grabaciones de Gramophone de la obra no aparecieron hasta después de 25 años, y aunque hoy en día la obra se interpreta con más frecuencia que en cualquier otro momento del pasado, su aparición en un programa de conciertos sigue siendo inusual."